# Szirák
Szirák is een plaats (község) en gemeente in het Hongaarse comitaat Nógrád. Szirák telt 1196 inwoners (2001).

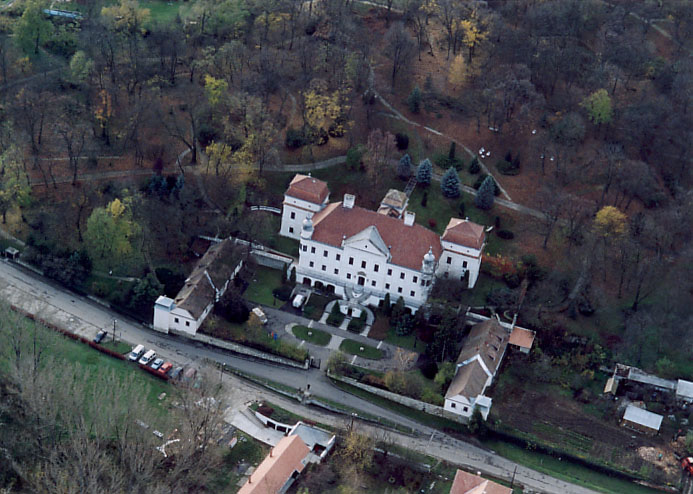
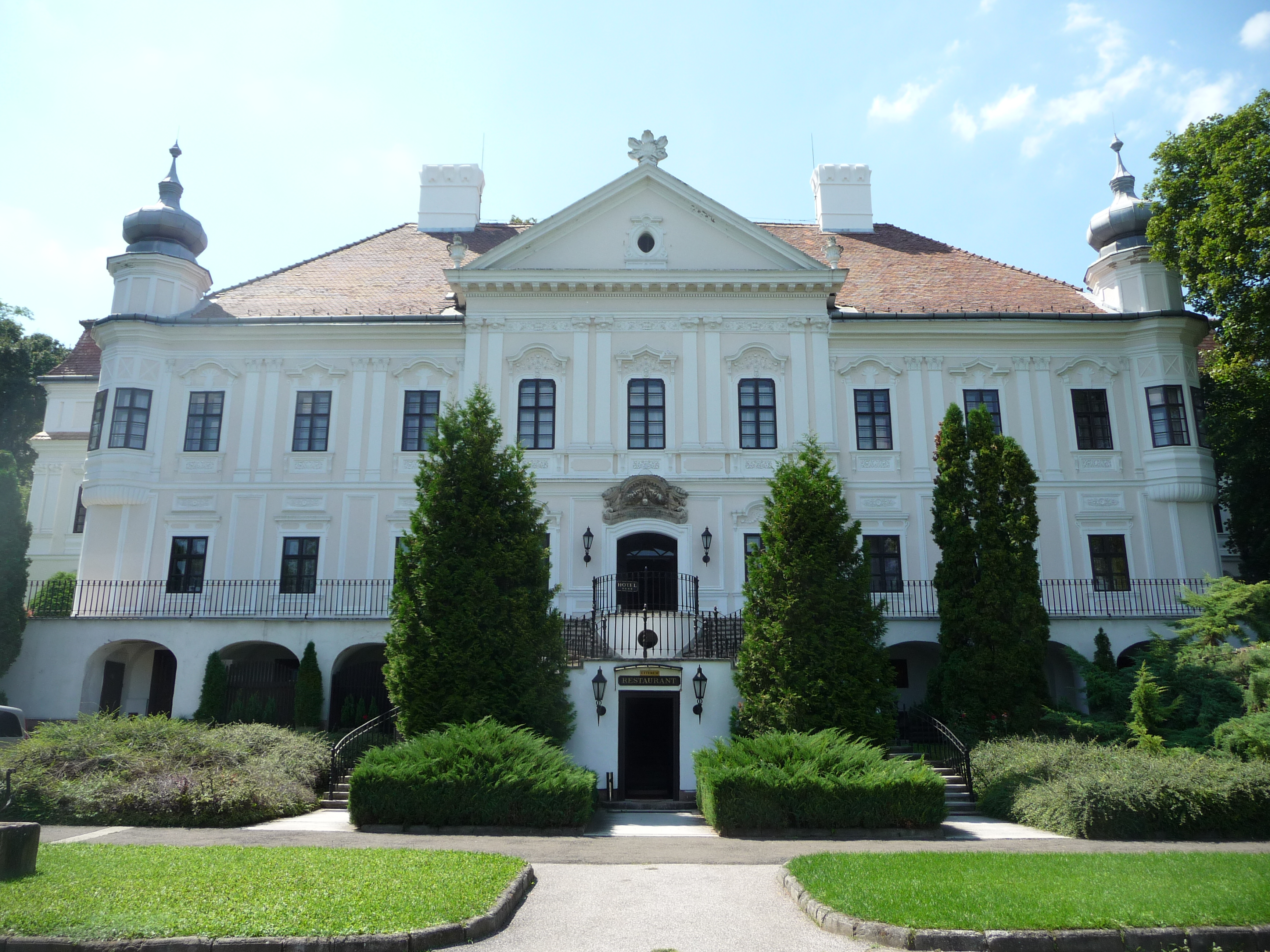